# Alfred Müller (Brigadegeneral)
Alfred Müller (* 23. November 1915 in Kaltensondheim; † 2. Juli 1997 in Münster) war ein deutscher Offizier der Wehrmacht und später Bundeswehr, zuletzt Brigadegeneral.

## Leben
Alfred Müller trat Anfang April 1935 als Offizieranwärter in das Artillerie-Regiment München, später in das Artillerie-Regiment 7 umbenannt, ein, das zur 7. Infanterie-Division gehörte. Im Oktober 1936 wechselte er in die 3. Batterie des Artillerie-Regiments 74 der 2. Panzer-Division und wurde hier sowohl am 1. April 1937 zum Leutnant befördert, als auch im April 1938 Adjutant der I. Abteilung. Ab Mai 1938 diente er hier als Ordonnanzoffizier. Zum 1. Oktober 1938 wurde er Regimentsadjutant in Wien. Mitte Februar 1940 ging er zum Artillerie-Lehr-Regiment 2 nach Jüterbog und wurde bereits Anfang Mai 1940 als Oberleutnant mit der Aufstellung der selbstständigen Sturmgeschütz-Batterie 666 (Forst Zinna) beauftragt, sodass er Ausbildungen und Übungen in Ostende und Dünkirchen durchführte. Am 8. Oktober 1940 wurde er zur Luftwaffe kommandiert und führte später Verladeübungen von Sturmgeschützen in den Lastensegler Gigant durch.
Anfang November 1941 wurde er in die Führerreserve versetzt und gleichzeitig als Hörsaalleiter für Offiziere in die III. Abteilung des Artillerie-Lehr-Regiments 2 kommandiert. Im Dezember 1942 wurde er Chef der neu aufgestellten Sturmgeschütz-Lehr-Batterie 901, welche direkt in den großen Donbogen verlegt wurde und über den Jahreswechsel bei Starobjelsk kämpfte. Ende Januar 1943 konnte er mit der Batterie, der 19. Panzer-Division unterstellt, u. a. zahlreiche Panzerabschüsse verzeichnen und eingeschlossene Einheiten durch sein Vordringen befreien. Anfang Februar 1943 erreichte er durch einen Gegenangriff, dass der gegnerische Vorstoß unterbrochen wurde. Für diesen Einsatz wurde er am 20. Februar 1943 mit dem Ritterkreuz des Eisernen Kreuzes (1549. Verleihung) ausgezeichnet.

Am 1. April 1943 übernahm er das Kommando über die Sturmgeschütz-Abteilung 191 bei der 17. Armee. Auch in dieser Position konnte er sich auszeichnen:
„Die Sturmgeschütz-Brigade 191, unter Führung von Hauptmann Müller, hatte an der erfolgreichen Abwehr des weit überlegenen Feindes in den letzten Tagen entscheidenden Anteil. Sie griff in Abwehr und Gegenstößen mit größter Tatkraft ein, insbesondere vernichtete sie im Kubanbrückenkopf 95 Panzer, dabei auch mehrere 12-cm-Sturmhaubitzen. Nennung im Wehrmachtbericht beantragt.“
In der Folge konnte er weitere gegnerische Angriffe stoppen. Für den Einsatz wurde er, kurz vorher zum Major befördert, am 15. Dezember 1943 mit dem Eichenlaub des Eisernen Kreuzes ausgezeichnet. Die Abteilung wurde Ende Februar 1944 in die Sturmgeschütz-Brigade 191 überführt, dessen Kommandeur er bis Mitte Juni 1944 blieb. Zusätzlich erhielt er das Kubanschild. Er übernahm die Sturmgeschützschule Burg. Kurz vor Ende des Zweiten Weltkriegs, am 10. April 1945, wurde die Sturmgeschützschule Burg umgebildet und er Kommandeur der daraus neu aufgestellten teilmotorisierten Kampfgruppe Burg, welche ab 20. April 1945 die Infanterie-Division Ferdinand von Schill und der 12. Armee unterstellt wurde. In dieser Position blieb er, zum Oberstleutnant befördert, bis Kriegsende. Die Division ergab sich den Amerikanern, Teile der Division wurden aber wohl an die Sowjetunion übergeben.
Nach dem Krieg trat er in die Bundeswehr ein. Als Oberst war er vom 1. April 1964 bis 30. September 1968 Kommandeur der Panzerbrigade 33 (Celle). Anschließend war er Kommandeur der Panzerlehrbrigade 9 (Munster). Es folgte von November 1970 bis Ende März 1975 das Kommando über die Kampftruppenschule 2 (Munster). Anschließend ging er in Ruhestand.
Am 1. Juni 1973 wurde er mit dem Verdienstkreuz 1. Klasse ausgezeichnet.